# Домаће благо (лист)
Домаће благо : лист за српску породицу је породични часопис који је излазио у Београду током 1893. године. Уредник је био Стеван Бајаловић.

## Историјат
Изашао је само један број 15. фебруара 1893.  
Први број је био богат и разноврсност по садржини. Очекује се да буде добро примљен у сваком дому. Сталне рубрике Нега здравља и Гајење биљака су нарочито обећавале да ће бити корисне за сваку породицу. Многе породице немају много знања о томе, тако да им је и те како потребна поука на те теме.
Најављивано је да ће излазити два пута месечно и да ће лист подсећати на Домаћицу и Женски свет.

### Периодичност излажења
Било је планирано два пута месечно да излази лист. Међутим изашао је само један број.

### Тематика
- Песме
- О дечијим болестима
- Сађење и пресађивање воћака
- Афоризми